# Lamborghini Gallardo Superleggera
A Lamborghini Gallardo Superleggera egy Lamborghini által gyártott sportautó, napjaink egyik leggyorsabb autója. A Gallardo modellek könnyebb, gyorsabb, dinamikusabb modellje. Mindössze 1340 kilót nyom, ami könnyűnek számít a hasonló szupersport autók között, azon túl pedig az olasz márka eddigi legkönnyebb utcai járművének számít. Összehasonlítva az LP560-4-gyel, a Superleggera 70 kg-mal kevesebbet nyom. A kialakított tömeg/teljesítmény aránynak valamint az 5,2 literes, 570 lóerősre felhúzott V10-es motorjának köszönhetően a Superleggera 3,2 másodperc alatt éri el a 100 km/h-s tempót. Sem a külső, sem a belső kialakításnál nem sajnálták az igen drága szénszálas anyagokat. A Lamborghini Gallardo Superlegerra motorja hajtja a Sesto Elemento-t is, ami 2,5 másodperc alatt gyorsul fel 100 km/h-s sebességre. Az egész autó szénszálból készül. A széria limitált: mindössze 20 db készül majd a Sesto Elemento-ból. Az ára kb. 440 millió forint. Össztömege 999 kg.

## Történet és adatok
A Superleggerát először 2007-ben a Geneva Auto Show-n mutatták be, ám a Lamborghini 2008-ban leállította a típus gyártását. A Carozzeria Touring és a Superleggera név hosszú időre eltűnt, csak a kilencvenes évek közepén kezdődtek az első kísérletek gyártásukra. Ez végül csak 2006-ban sikerült, amikor a Marazzi összeolvadt a Zeta Europe BV-vel, megalapítva a Carozzeria Touring Superleggerát. Ezzel a Superleggera név is visszatért, a Lamborghini jóvoltábó az utcákon is megjelent az első XXI. századi Superleggera, igaz, a gyártó döntése értelmében nem Superleggera, hanem Superveloce néven. Az utolsó csővázas felépítésű Lamborghini SV változatát egy 6,5 literes, 670 lóerős V12-es hajtja, üres tömege 1665 kg. A Lamborghini Gallardo modelljének könnyített változata azonban 2007-ben már Superleggera névvel érkezett, bár ez a modell annyiban eltér a Superleggera hagyományoktól, hogy már nem klasszikus csővázra épül, és a Murciélago utóda, az Aventador sem ilyen felépítéssel rendelkezik majd. Az Aventador 700 lóerős V12-es motorjának hűtését az oldalankénti légbeömlők segítik. Az Aventador csúcssebessége 350 km/h. A 100 km/h-s sebesség elérésére 2,9 másodpercre van szüksége. Gyártása 2010-ben indult. A Gallardo 10 éves karrierje során 14022 db fogyott belőle; utódja a 610 lóerős Lamborghini Huracan. Ennek a sportautónak a végsebessége meghaladja a 325 km/h-t, a 100 km/h-s sebességet pedig 2,5 másodperc alatt éri el.

## Néhány adat
Annak ellenére, hogy könnyű, megtartották az összkerék-meghajtást. Erre utal a típusjelzésben a négyes szám. A Superleggera elnevezést a karosszérián végrehajtott könnyítések miatt kapta a sportgép. Az olaszok az ablakok nagy részét polikarbonát lemezből készítették üveg helyett, a kerékcsavarokat pedig titánból készítették acél helyett. A Lamborghini Superleggera versenyben maradhat a Ferrari 458 Italiával szemben, amelynek teljesítménye papíron megegyezik a Superleggerával. Az üzemanyag fogyasztást az olaszoknak direkt befecskendezés segítségével 20,5%-kal sikerült csökkenteniük az elődhöz képest. Súlycsökkentés mellett akad még lóerő a V10-es motorban. 13,5 litert iszik a Superleggera 100 kilométeren. Változtattak a futómű beállításain is, és hátulra egy kis terelőszárnyat is felszereltek, elsősorban azért, hogy az autó nagy sebességű stabilitását javítsák.